# Golden Gate

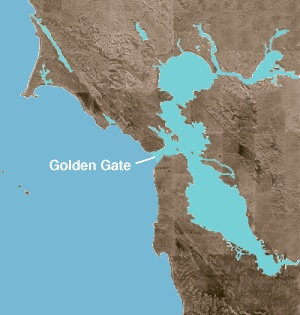
Mapa do estreito Golden Gate, em São Francisco,

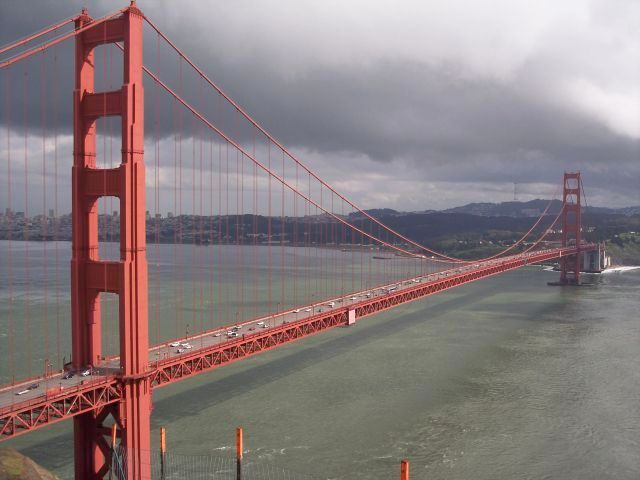
Fotografia da Ponte Golden Gate.

O Golden Gate (Portão de Ouro) é um estreito na costa oeste da América do Norte que liga a Baía de São Francisco ao Oceano Pacífico. É definida pelos promontórios da Península de São Francisco e da Península de Marin, e, desde 1937, tem sido atravessada pela Ponte Golden Gate. Toda a costa e as águas adjacentes ao longo do estreito são geridas pela Área de Recreação Nacional Golden Gate.

## Geologia
Durante a última era glacial, quando o nível do mar estava várias centenas de metros mais baixo, as águas do rio Sacramento, alimentado por geleiras, e do rio San Joaquin vasculharam um canal profundo através do leito rochoso a caminho do oceano. (Um processo semelhante criou o Hudson Canyon submarino na costa de Nova York e Nova Jersey.) O estreito é bem conhecido hoje por sua profundidade e poderosas correntes de maré do Oceano Pacífico. Muitos pequenos redemoinhos e redemoinhos podem se formar em suas águas. Com suas fortes correntes, recifes rochosos e neblina, o Golden Gate é o local de mais de 100 naufrágios.

## Clima
O Golden Gate é muitas vezes envolto em nevoeiro costeiro, especialmente durante o verão. O calor gerado no Vale Central da Califórnia faz com que o ar suba, criando uma área de baixa pressão que puxa o ar frio e úmido de cima do Oceano Pacífico. O Golden Gate forma a maior ruptura nas colinas da California Coast Range, permitindo que um fluxo persistente e denso de nevoeiro entre na baía lá.  Embora não haja nenhuma estação meteorológica em Golden Gate propriamente dita, a área tem um clima mediterrâneo (Köppen Csb) com flutuações de temperatura muito estreitas, verões frios e invernos amenos. Para a estação meteorológica mais próxima, veja a weatherbox de São Francisco. A ponte Golden Gate estar mais perto do oceano e em elevação indicam que ela está mais fria durante os dias de verão. Mais perto do núcleo urbano de São Francisco, as temperaturas se assemelham à estação meteorológica oficial da NOAA.

## História
Antes da chegada dos europeus, no século XVIII, a área ao redor do estreito e da baía era habitada por nativos americanos – o povo Ohlone ao sul e a costa de Miwok ao norte. Descendentes de ambas as tribos permanecem na área.
A abertura para o estreito foi surpreendentemente difícil para os primeiros exploradores europeus, presumivelmente devido à neblina persistente do verão. A primeira observação registrada do estreito ocorreu quase duzentos anos depois das primeiras explorações europeias da costa. Em 1769, o sargento José Francisco Ortega, líder de um grupo de escoteiros enviado ao norte ao longo da Península de São Francisco por Don Gaspar de Portolá de seu acampamento de expedição no Vale de San Pedro para localizar os promontórios de Point Reyes, relatou a Portolá que não poderia chegar ao local devido à existência do estreito.  Em 5 de agosto de 1775, Juan de Ayala e a tripulação de seu navio San Carlos se tornaram os primeiros europeus conhecidos a passar pelo estreito, ancorando em uma enseada atrás da Ilha Angel, a enseada agora nomeada em honra de Ayala. Até a década de 1840, o estreito era chamado de "Boca del Puerto de San Francisco" ("Boca do Porto de São Francisco"). Em 1º de julho de 1846, antes da descoberta de ouro na Califórnia, a entrada ganhou um novo nome. Em suas memórias, John C. Frémont escreveu: "A este Portão dei o nome de 'Chrysopylae', ou 'Golden Gate'; pelas mesmas razões que o porto de Bizâncio se chamava Crisoceras ou Corno de Ouro". Ele continuou a comentar que o estreito era "uma porta dourada para o comércio com o Oriente".

## Navegação
O estreito Golden Gate serve como o principal canal de acesso para a navegação de e para a Baía de São Francisco, um dos maiores portos de carga dos Estados Unidos. Os portos comerciais incluem o Porto de Oakland, o Porto de Richmond e o Porto de São Francisco. Navios de carga comerciais usam o Golden Gate para acessar a Baía de São Francisco, bem como barcaças, petroleiros, barcos de pesca, navios de cruzeiro e barcos de propriedade privada, incluindo windsurfistas e kite-boards. Cerca de 9000 navios passaram pelo Golden Gate em 2014, e uma quantidade semelhante em 2015.  A Guarda Costeira dos EUA mantém um Serviço de Tráfego de Embarcações para monitorar e regular o tráfego de embarcações através do Golden Gate.
Para orientação de navegação, há luzes brancas e verdes no centro do vão da Ponte Golden Gate. Faróis com balizas e foghorns fornecem alertas em Point Bonita, Point Diablo, Lime Point e Mile Rocks. Antes da ponte Golden Gate ser construída, um farol protegia o lado sul do estreito em Fort Point. Boias e refletores de radar fornecem auxílio adicional à navegação em vários locais ao longo do estreito.